# The Big Stampede
The Big Stampede (Brasil: A Grande Estirada ) é um filme norte-americano de 1932, do gênero faroeste, dirigido por Tenny Wright e estrelado por John Wayne e Noah Beery.

## A produção
O filme é o remake de The Land Beyond the Law (1927), do qual aproveita muitas cenas de arquivo. John Wayne usa indumentária igual à de Ken Maynard, astro daquela produção, mas as diferenças com o material novo, gravado em locais diferentes, são claramente visíveis.
A Warner Bros. filmou a história uma terceira vez, em 1937, agora com o título de Land Beyond the Law, com Dick Foran no papel principal.

## Sinopse
O ajudante de xerife John Steele tenta mediar os confrontos entre colonos e criadores de gado no território do Novo México. Quando um agricultor é morto pelos homens do pecuarista Sam Crew, Steele coloca uma estrela no peito do ladrão Sonora Joe (e também nos de seus capangas), para ajudá-lo a levar os assassinos às barras da Justiça.

## Elenco
| Ator/Atriz       | Personagem    |
| ---------------- | ------------- |
| John Wayne       | John Steele   |
| Noah Beery       | Sam Crew      |
| Paul Hurst       | Arizona       |
| Mae Madison      | Ginger Malloy |
| Luis Alberni     | Sonora Joe    |
| Berton Churchill | Governador    |
| Sherwood Bailey  | Pat Malloy    |
| Lafe McKee       | Cal Brett     |
| Joseph Girard    | Major Parker  |